# Fernando Uribe
Fernando Uribe Hincapié (ur. 1 stycznia 1988 w Pereirze) – kolumbijski piłkarz występujący na pozycji napastnika, obecnie zawodnik brazylijskiego Santosu.

## Kariera klubowa
Uribe rozpoczynał swoją karierę piłkarską jako osiemnastolatek w drugoligowej ekipie Girardot FC, gdzie spędził dwa sezony bez większych sukcesów, po czym przeniósł się do innego drugoligowca – klubu Deportivo Tuluá. Tam od razu został czołowym strzelcem rozgrywek i niekwestionowaną gwiazdą drużyny, a za sprawą świetnych występów już po roku przeszedł do występującej w najwyższej klasie rozgrywkowej ekipy Deportivo Pereira ze swojego rodzinnego miasta. W Categoría Primera A zadebiutował 26 kwietnia 2009 w przegranym 1:3 spotkaniu z Atlético Junior, natomiast premierowego gola strzelił 30 sierpnia tego samego roku w wygranej 1:0 konfrontacji z Independiente Medellín. Ogółem w barwach Pereiry spędził rok, z powodzeniem walcząc o utrzymanie w pierwszej lidze, a następnie został zawodnikiem wyżej notowanego klubu CD Once Caldas z siedzibą w Manizales. Z miejsca został podstawowym atakującym ekipy prowadzonej przez Juana Carlosa Osorio i w jesiennym sezonie Finalización 2010 wywalczył z nią tytuł mistrza Kolumbii, tworząc skuteczny duet napastników z Dayro Moreno.
Wiosną 2011 Uribe za sumę miliona dolarów przeszedł do włoskiego Chievo Werona, podpisując z nim czteroletni kontrakt. W Serie A zadebiutował 6 marca 2011 w zremisowanym 0:0 meczu z Parmą, natomiast pierwszą bramkę zdobył 9 maja tego samego roku w zremisowanym 2:2 pojedynku z Juventusem. Zawodnikiem Chievo pozostawał przez półtora roku, jednak jego pobyt we Włoszech okazał się bardzo nieudany – jego drużyna zajmowała kolejno jedenaste i dziesiąte miejsce w lidze, zaś on sam pozostawał wyłącznie rezerwowym dla Sergio Pellissiera i Cyrila Théréau. W lipcu 2012 powrócił do ojczyzny, za sumę dwóch milionów dolarów dołączając do krajowego giganta – ekipy Atlético Nacional z miasta Medellín. Tam szybko został podstawowym napastnikiem zespołu Juana Carlosa Osorio, już w tym samym roku zdobywając z nim puchar Kolumbii – Superliga Colombiana. W wiosennym sezonie Apertura 2013 zanotował z Atlético Nacional tytuł mistrza Kolumbii i sukces ten powtórzył również sześć miesięcy później, w sezonie Finalización 2013. W tym samym roku po raz drugi w karierze triumfował również w krajowym pucharze. W sezonie Apertura 2014 zdobył z trzecie z rzędu mistrzostwo Kolumbii, jak również zajął drugie miejsce w superpucharze kraju.
W lipcu 2014 Uribe udał się na roczne wypożyczenie do klubu Millonarios FC ze stołecznej Bogoty, gdzie kontynuował swoją świetną strzelecką passę. W sezonie Apertura 2015 z piętnastoma golami na koncie został królem strzelców ligi kolumbijskiej, a bezpośrednio po tym zdecydował się na wyjazd do Meksyku, zasilając tamtejszy zespół Deportivo Toluca, który za jego transfer wyłożył pięć milionów dolarów. W tamtejszej Liga MX zadebiutował 25 lipca 2015 w wygranym 1:0 spotkaniu z Tigres UANL, po raz pierwszy wpisał się natomiast na listę strzelców 16 sierpnia tego samego roku w wygranej 3:1 konfrontacji z Guadalajarą.
| Sezon     | Klub              | Kraj     | Rozgrywki     | Mecze | Bramki |
| --------- | ----------------- | -------- | ------------- | ----- | ------ |
| 2006      | Girardot FC       | Kolumbia | Torneo Águila | 6     | 0      |
| 2007      | Girardot FC       | Kolumbia | Torneo Águila | 17    | 1      |
| 2008      | Deportivo Tuluá   | Kolumbia | Torneo Águila | 28    | 26     |
| 2009      | Deportivo Pereira | Kolumbia | Liga Águila   | 22    | 8      |
| 2010      | CD Once Caldas    | Kolumbia | Liga Águila   | 36    | 24     |
| 2010/2011 | Chievo Werona     | Włochy   | Serie A       | 7     | 1      |
| 2011/2012 | Chievo Werona     | Włochy   | Serie A       | 5     | 1      |
| 2012      | Atlético Nacional | Kolumbia | Liga Águila   | 18    | 4      |
| 2013      | Atlético Nacional | Kolumbia | Liga Águila   | 25    | 8      |
| 2014      | Atlético Nacional | Kolumbia | Liga Águila   | 8     | 3      |
| 2014      | Millonarios FC    | Kolumbia | Liga Águila   | 14    | 10     |
| 2015      | Millonarios FC    | Kolumbia | Liga Águila   | 23    | 15     |
| 2015/2016 | Deportivo Toluca  | Meksyk   | Liga MX       | 29    | 12     |
| 2016/2017 | Deportivo Toluca  | Meksyk   | Liga MX       | 34    | 15     |
| 2017/2018 | Deportivo Toluca  | Meksyk   | Liga MX       | 37    | 19     |
| 2018      | CR Flamengo       | Brazylia | Série A       | 20    | 6      |
| 2019      | Santos FC         | Brazylia | Série A       | 10    | 0      |

## Kariera reprezentacyjna
W seniorskiej reprezentacji Kolumbii Uribe zadebiutował za kadencji selekcjonera Hernána Darío Gómeza, 11 sierpnia 2010 w zremisowanym 1:1 meczu towarzyskim z Boliwią.